# أردودار (باتشة لك الشرقي)
أردودار (بالفارسية: اردودر) هي منطقة سكنية تقع في إيران في قسم باتشة لك الشرقي الریفي. يقدر عدد سكانها بـ 171 نسمة بحسب إحصاء 2016.